# Miri Mesika
Miri Mesika (hebreiska מִירִי מְסִיקָה), född 3 maj 1978 i Herzliya, Israel, är en israelisk sångerska av tunisisk och irakisk härkomst. 
Miri Mesika påbörjade 1999 sina studier på Rimon School of Jazz and Contemporary Music i Ramat HaSharon, Israels ledande musikskola. 
Efter musikstudierna började hon studera teater vid Sofi Moskovich School of Performing Arts.
På musikskolan träffade hon sin make Ori Zakh och också kompositören Keren Peles som började arbeta på låtar till Miri Mesikas debutalbum. Efter examen från musikskolan hade Miri Mesika en liveshow med sånger av Keren. Showen fick ett varmt välkomnande av publiken och Miri Mesika blev erbjuden ett skivkontrakt hos Hed Arzi Music. 
Miri Mesika blev känd hos den stora publiken 2004 när hennes debutalbum, Miri Mesika, producerat av Ori Zakh och Shmulik Neufeld, släpptes. Hennes första singel Tipa Tipa (טיפה טיפה, "Little by Little") blev positivt mottagen. Hennes följande singlar LeSham och November blev stora radiohits, och LeSham vann Galgalatzpriset för Song of the Year.

## Diskografi
- 2005 – Miri Mesika
- 2007 – Shalom LaEmunot